# Eckersdorf

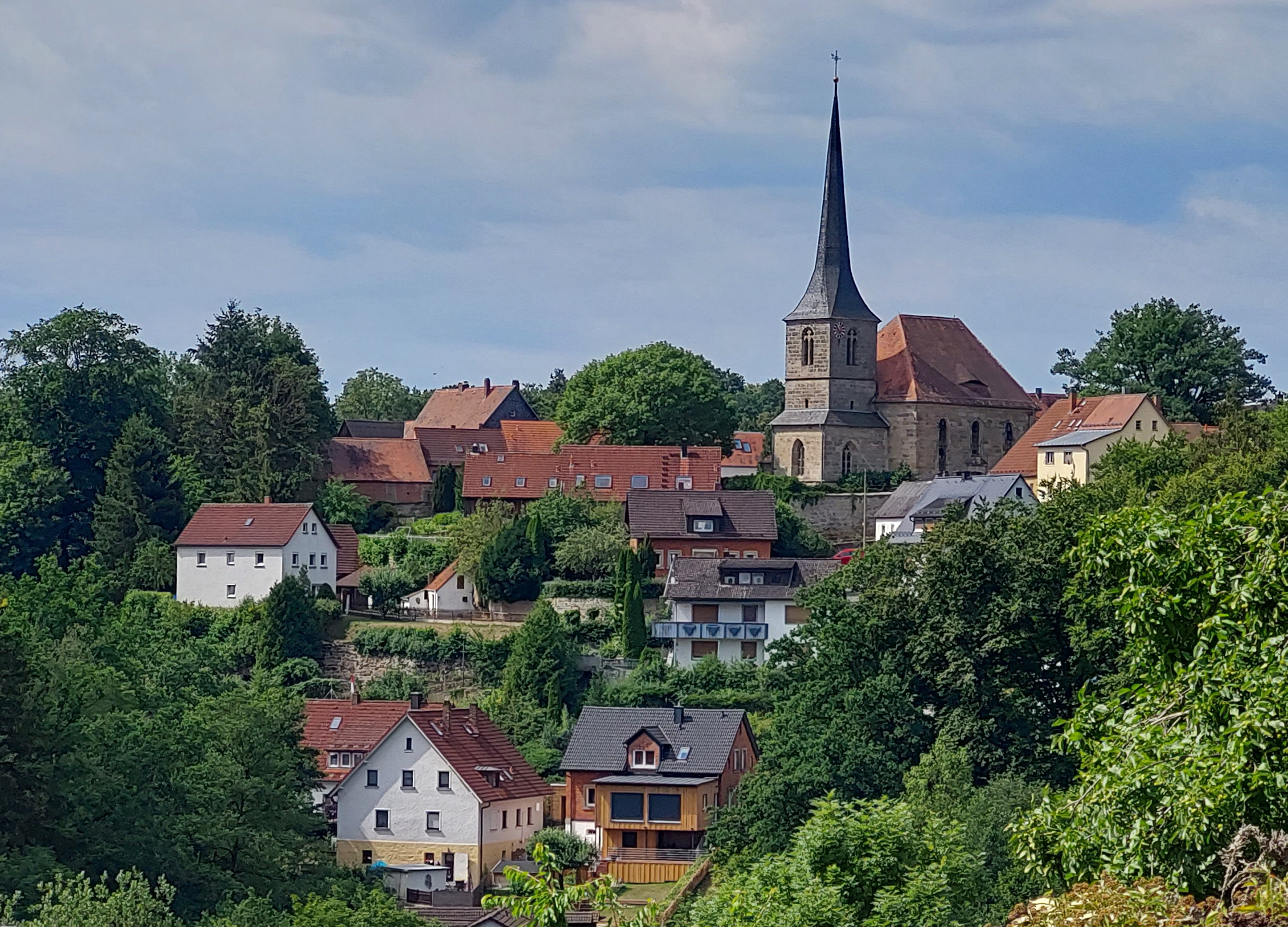
Blick von Donndorf über das Talmühlbachtal nach Eckersdorf

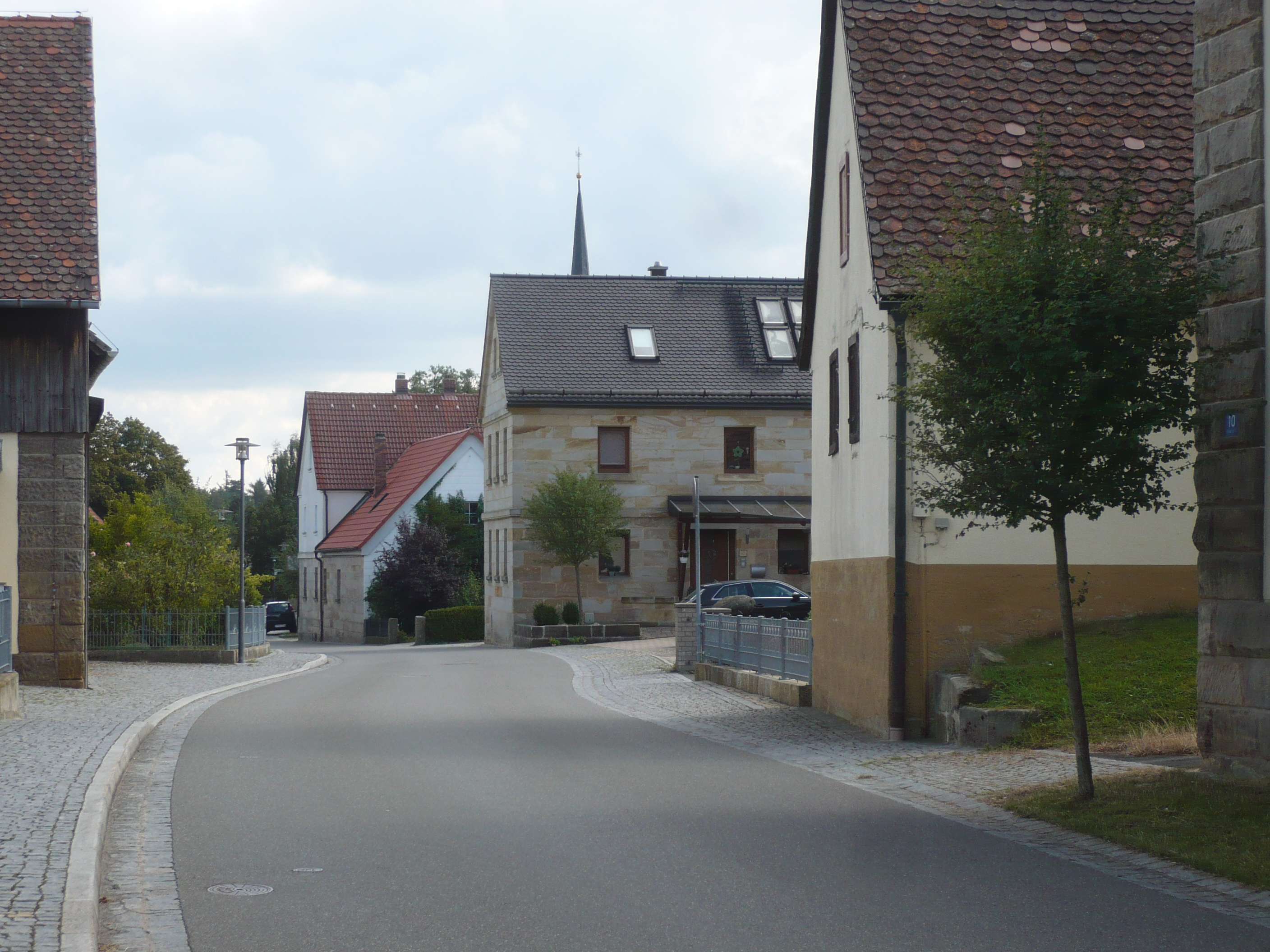
Eckehartstraße im Ortskern von Eckersdorf

Eckersdorf ist eine Gemeinde im Landkreis Bayreuth. Donndorf ist Sitz der Gemeindeverwaltung.

## Geographie

### Geographische Lage
Die Großgemeinde befindet sich am Nordrand der Fränkischen Schweiz unweit der Festspielstadt Bayreuth. Der Sophienberg bildet mit 593 m ü. NHN die höchste Erhebung in der Umgebung.
Der Ortskern des Hauptorts liegt auf einer Anhöhe zwischen den Tälern des Mühlbachs und des Talmühlbachs. Der Ort dehnte sich in jüngster Zeit vor allem nach Norden und Westen aus. Jenseits des Talmühlbachs entstand ein Neubauviertel mit Einfamilienhäusern, dessen Fläche die der ursprünglichen Ortschaft bei Weitem übersteigt. Man nennt diesen Gemeindeteil im Volksmund „Brunnenwiese“. Entlang der Bamberger Straße und nördlich davon ist diese Siedlung mit den Neubaugebieten von Donndorf zusammengewachsen.

### Gemeindegliederung

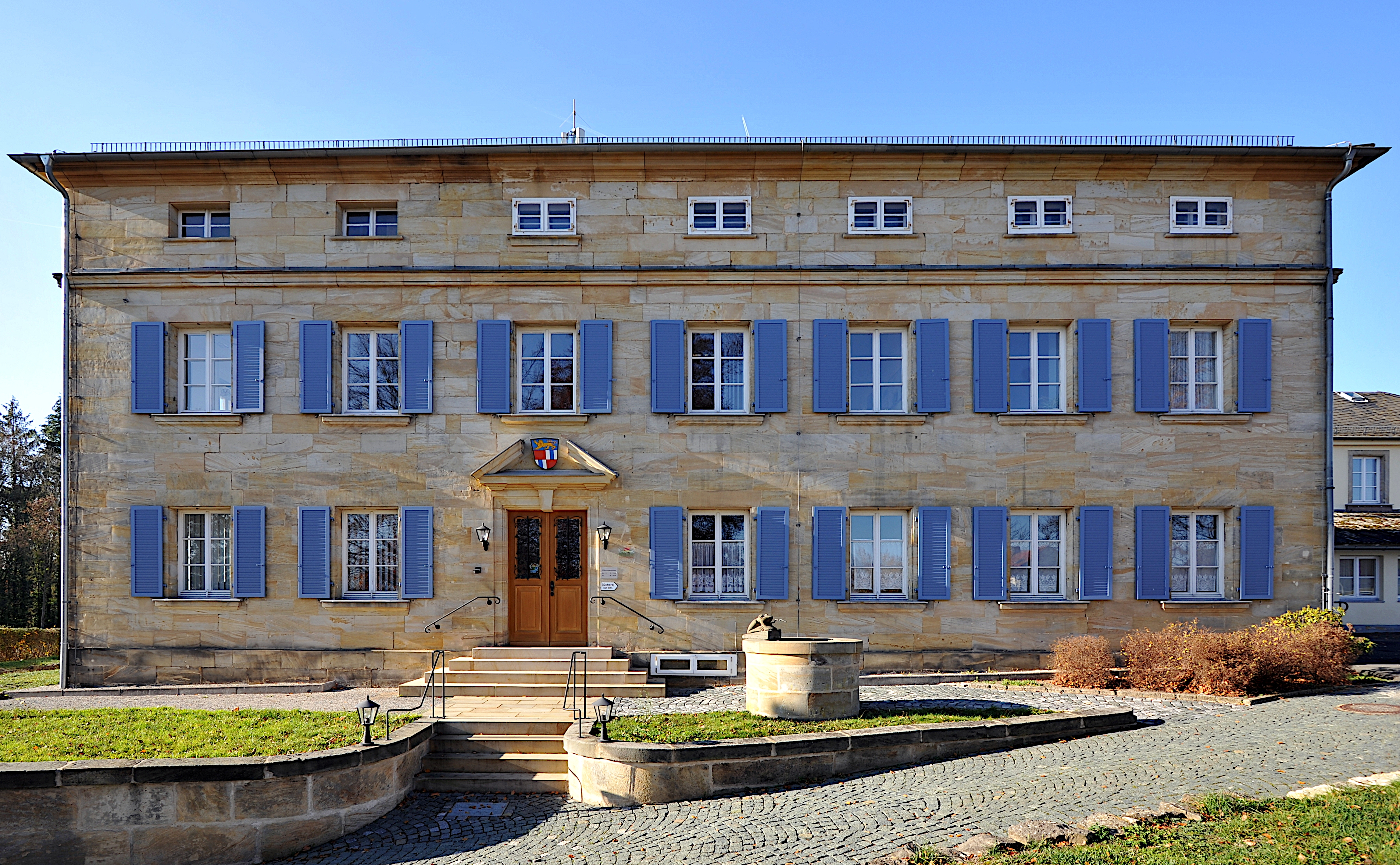
Rathaus Eckersdorf im Gemeindeteil Donndorf

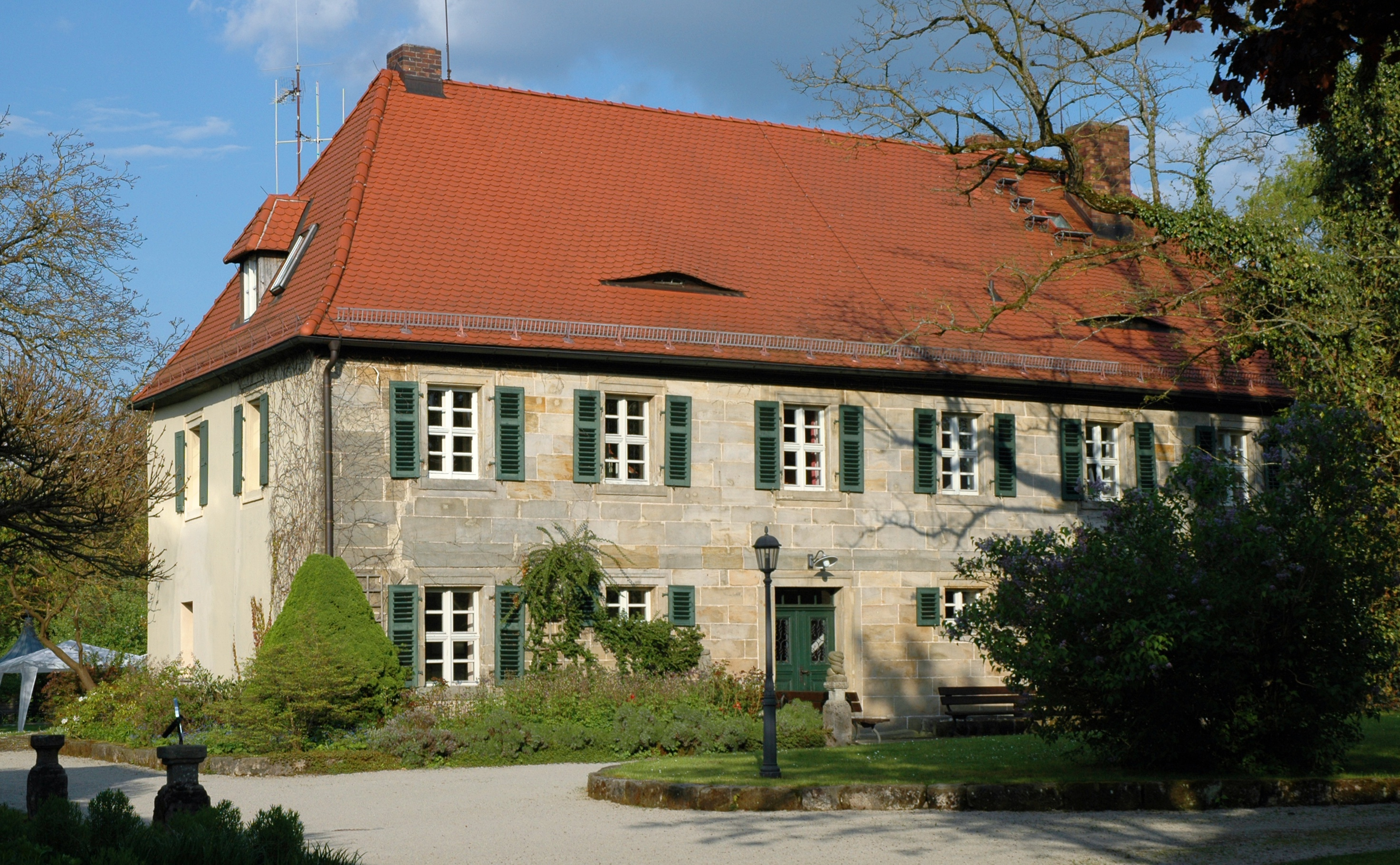
Gemeindeteil Oberwaiz: Forsthaus, ehemaliges Jagdschloss der Plassenberger, erbaut 1776

Es gibt 24 Gemeindeteile, auf der Website von Eckersdorf sind es 22 Gemeindeteile, da die Einöde Matzenberg und das Schloss Fantaisie zum Gemeindeteil Donndorf gerechnet werden (Einwohnerzahlen Stand: 2. Juli 2021, nur Hauptwohnsitze).
| Gemeindeteil          | Siedlungstyp | Einwohnerzahl |
| --------------------- | ------------ | ------------- |
| Busbach               | Pfarrdorf    | 204           |
| Donndorf              | Dorf         | 1894          |
| Eckersdorf            | Pfarrdorf    | 1940          |
| Eschen                | Dorf         | 117           |
| Forst                 | Dorf         | 140           |
| Hardt                 | Weiler       | 21            |
| Heisenstein           | Einöde       | 4             |
| Lahm                  | Dorf         | 39            |
| Lochau                | Weiler       | 20            |
| Lohe                  | Weiler       | 18            |
| Melkendorf            | Weiler       | 17            |
| Neustädtlein am Forst | Pfarrdorf    | 165           |
| Oberwaiz              | Dorf         | 330           |
| Pleofen               | Dorf         | 32            |
| Schanz                | Weiler       | 26            |
| Simmelbuch            | Dorf         | 63            |
| Stein                 | Einöde       | 0             |
| Tröbersdorf           | Kirchdorf    | 65            |
| Vorlahm               | Weiler       | 13            |
| Waldhütte             | Einöde       | 0             |
| Windhof               | Weiler       | 8             |
| Wolfsgraben           | Einöde       | 1             |

Obere Mühle und Untere Mühle zählen zum Gemeindeteil Busbach.
Es gibt auf dem Gemeindegebiet die Gemarkungen Busbach, Donndorf, Eckersdorf, Eschen, Forst Neustädtlein am Forst (Gemarkungsteil 0), Neustädtlein am Forst und Oberwaiz. Die Gemarkung Eckersdorf hat eine Fläche von 6,237 km². Sie ist in 1854 Flurstücke aufgeteilt, die eine durchschnittliche Flurstücksfläche von 3363,94 m² haben. In ihr liegen neben dem namensgebenden Ort die Gemeindeteile Forst, Hardt und Lohe.

### Nachbargemeinden
Nachbargemeinden sind (von Norden beginnend im Uhrzeigersinn) Thurnau, Bayreuth, Mistelbach und Mistelgau.

## Geschichte

### Mittelalterliche Geschichte
Der Ort wurde im Giechburgvertrag (1143/49) als „Eckehartestorf“ erstmals urkundlich erwähnt. Der Namenspatron der Burgkapelle, der Heilige Kilian, legt einen Zusammenhang mit dem Bistum Würzburg nahe. Damit hätte die früheste Besiedlung noch vor der Gründung des Bamberger Bistums (1007) gelegen. Jedoch lässt sich ein Würzburger Altzehnt auf der Gemeindeflur nicht nachweisen.
Die Namensnennung sowie die Bezeichnung als Dorf lässt auf eine herrschaftliche Gründung schließen, im Gegensatz zu dem wohl mit freibäuerlichen Zusammenschlüssen besiedelten Mistelgau. Der Schloßhof südlich der damaligen Burgkapelle des Heiligen Kilian im Zentrum Eckersdorfs ist wohl der Ursprung dieser Herrschaftssiedlung. Das mittelalterliche Dorf ist als Haufendorf um die beiden Burgen entstanden. Allerdings sind auch Entwicklungen eines Straßendorfs entlang der halbmondförmigen Dorfstraße (heute: Eckehartstraße) erkennbar. Der Ortsname leitet sich wohl vom Personennamen des Gründers Eckehard ab.
Dessen Nachfahren, z. B. Uldarich, wurden mit „de Eckehartestorf“ tituliert.
Nach dem Ende des niederadligen Geschlechts der von Eckersdorf kamen die Grafen von Andechs-Meranien in den Besitz des heutigen Gemeindegebiets und hielten es bis zu ihrem Aussterben 1248.

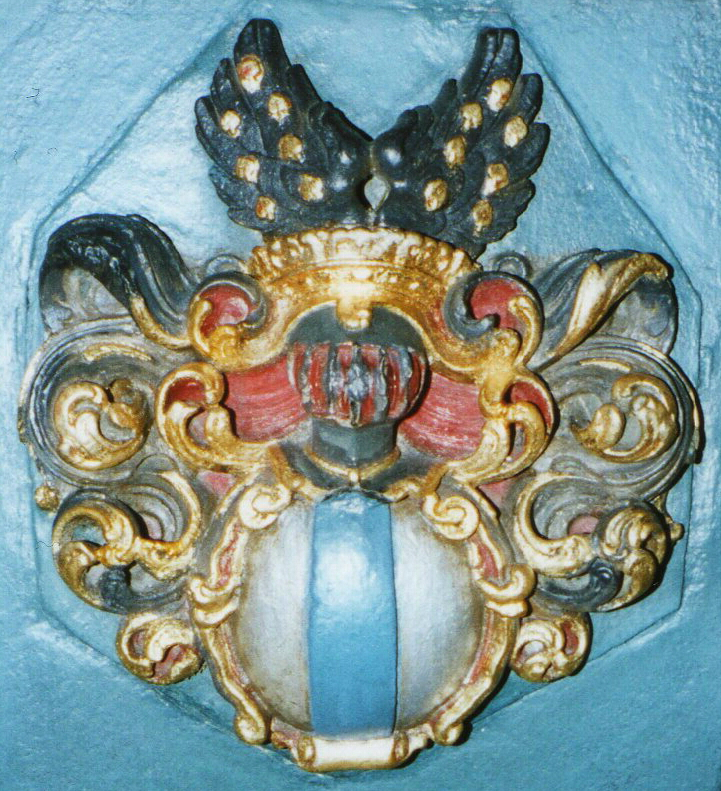
Wappen der Familie von Lüchau am Taufbecken der Eckersdorfer Kirche

Die Herren von Plassenberg erwarben 1420 erste Güter in Eckersdorf. Hundert Jahre später wurde es ihnen vollständig als Lehen übertragen. 1440 wurden sie als „Herren zu St. Gilgenberg“ und „zu Eckersdorf“ genannt. 1457 renovierten sie als Kirchenpatrone die Kapelle und ließen sie mit gotischen Fresken ausgestalten. Bei Restaurierungsarbeiten (1983/1987), als diese Fresken wieder zu Tage kamen, wurden zwei weitere ältere Schichten gefunden, die auf ein hohes Alter der Kapelle schließen lassen. 1519 ließ Lorenz von Plassenberg, der auf St. Gilgenberg saß, mit dem heutigen Kantorat ein Schulhaus mit Wohnung für den Kantor bauen. 1526 ließ er die Kapelle erweitern und den alten Teil als Altarraum umgestalten. Nach dem Aussterben der Plassenberger 1552 kam Eckersdorf an die Herren von Lüchau, bis es 1757 an das Markgraftum Bayreuth fiel.
Kirchlich gehörte Eckersdorf im Mittelalter zum Erzbistum Bamberg. Das Bistum war in Diakonate und Pfarreien unterteilt, die für ein bestimmtes Gebiet zuständig waren. Das Gebiet, das von einer Pfarrei verwaltet wurde, umfasste mehrere Dörfer, deren Einwohnerzahl jedoch überschaubar war. Von der Urpfarrei Bindlach (Gründung um 900) spaltete sich Eckersdorf um 1200 zusammen mit dem Kirchensprengel Altenstadt ab. Das Archidiakonat Kronach war für Eckersdorf und Mistelgau zuständig. Das Gebiet um Tröbersdorf gehörte kirchlich zum Archidiakonat Hollfeld.
In der Reformationszeit wurde das Bayreuther Gebiet protestantisch. Vom 15. bis 17. Jahrhundert musste der ansässige Pfarrer die damals sehr arme Kirchengemeinde Mistelgau mit wechselndem Erfolg als „Zukirche“ mitverwalten.

### Neuzeitliche Entwicklung
Der Ortskern um die beiden Herrschaftssitze lag an der Kante der Rhätsandsteinschluchten Salamandertal und Gilgengraben. Als der Ort nach dem Dreißigjährigen Krieg expandierte, wurden neue Gehöfte entlang der Rhätsandsteinkante angelegt. Dadurch stand das wertvolle Ackerland (Flur) weiterhin zur agrarischen Nutzung zur Verfügung. Ein zweites Kriterium war die Trinkwasserversorgung über Ziehbrunnen, die die Standortwahl neuer Gehöfte durch die Grundwasserknappheit direkt an der Rhätkante begrenzte.
In der Pfarrchronik von 1778 sind in Eckersdorf 60 Haushalte, in Forst 13, in der Hardt 3 und in Lohe 4 aufgeführt.
Gegen Ende des 18. Jahrhunderts gab es in Eckersdorf 58 Anwesen. Die Hochgerichtsbarkeit stand dem bayreuthischen Stadtvogteiamt Bayreuth zu. Die Dorf- und Gemeindeherrschaft hatte die Amtsverwaltung Donndorf. Grundherren waren das Hofkastenamt Bayreuth (1 Gütlein), die Superintendentur Bayreuth (2 Viertelhöfe, 2 Dreiachtelhöfe) und die Amtsverwaltung Donndorf (12 Sölden, 1 Söldengut, 1 Gut mit Wirtschaftsgerechtigkeit, 1 Mühle, 2 Schmieden, 1 Halbsölde, 1 Tropfgütlein, 21 Häuser, 11 Tropfhäuser, 1 Wohnhaus, 1 Badstube).
Als Teil des seit 1792 preußischen Fürstentums Bayreuth kam Eckersdorf im Frieden von Tilsit zu Frankreich und wurde 1810 an das Königreich Bayern verkauft. Von 1797 bis 1810 wurde Eckersdorf vom Justiz- und Kammeramt Bayreuth verwaltet.
1796 nannte Jobst Christoph Ernst von Reiche 64 Häuser in Eckersdorf, die nach seiner kartographischen Darstellung im alten Ort diesseits des Gilgengrabens und der späteren Bundesstraße 22 standen. In Hardt und Lohe zählte er jeweils 4 Häuser, in Forst 10. Eine offizielle kartographische Darstellung erfolgte im Urkataster der Jahre 1851/52. In beiden Werken lässt sich auch die 1777 veranlasste Hausnummernzählung des Markgrafen Christian Friedrich Carl Alexander, letzter Markgraf in Bayreuth, erkennen.
1812 wurde infolge des Gemeindeedikts der Steuerdistrikt Eckersdorf gebildet. Außer dem Hauptort gehörten hierzu Donndorf, Dörnhof, Forst, Geigenreuth, Hardt, Laimbach, Lohe, Matzenberg, Meyernberg, Oberpreuschwitz, Oberwaiz, Schanz, Teufelsgraben, Tröbersdorf und Wiesen. Zugleich entstand die Ruralgemeinde Eckersdorf mit den Orten Forst, Hardt und Lohe. Sie war in Verwaltung und Gerichtsbarkeit dem Landgericht Bayreuth zugeordnet und in der Finanzverwaltung dem Rentamt Bayreuth (1919 in Finanzamt Bayreuth umbenannt). Ab 1862 gehörte Eckersdorf zum Bezirksamt Bayreuth (1939 in Landkreis Bayreuth umbenannt). Die Gerichtsbarkeit blieb beim Landgericht Bayreuth (1879 in Amtsgericht Bayreuth umgewandelt). Die Gemeinde hatte 1964 eine Fläche von 6,238 km².
1833 hatte Eckersdorf laut der Pfarrbeschreibung 75 Häuser mit 125 Familien, Forst 10 Häuser mit 13 Familien, Hardt 5 Häuser mit 5 Familien und Lohe 4 Häuser mit 5 Familien. Zur Zeit der Anfertigung des Urkatasters waren es bereits 80 Häuser. Die Häuser- und Einwohnerzahl stieg in den nächsten Jahrzehnten durch den Ausbau. Gesiedelt wurde in der Kanzleistraße, entlang der heutigen B 22 und im Dorfkern.
Den größten Bevölkerungszuwachs hatte Eckersdorf nach dem Zweiten Weltkrieg. Flüchtlinge und Heimatvertriebene aus östlichen Teilen des ehemaligen Deutschlands errichteten in den 1950er Jahren Wohn- und Arbeitsstätten und bildeten den Grundstock z. B. der Siedlung Blauer Hügel zwischen dem Weiler Hardt und dem Hauptort.
Im Jahre 1873 gründete Erhard Schoberth die Freiwillige Feuerwehr Eckersdorf, die jetzt (Stand Mai 2020) über ein Hilfeleistungslöschgruppenfahrzeug, ein Tragkraftspritzenfahrzeug und ein Mehrzweckfahrzeug verfügt. Die Feuerwehr ist gemeinsam mit der Feuerwehr Donndorf an der Bundesstraße stationiert.

### Sozialgeschichte im 19. Jahrhundert

#### Die Gemeinde Eckersdorf am Beginn des 19. Jahrhunderts
Mit dem Gemeindeedikt von 1818 begann auch für Eckersdorf ein Neuaufbruch. Jetzt gab es einen gewählten Gemeindeausschuss, bestehend aus dem Bürgermeister, einem Beisitzer als dessen Stellvertreter und mehreren Gemeindebevollmächtigten. Die Wahl war an das Bürgerrecht gebunden, Frauen, besitzlose Männer und Straftäter waren von der Wahl ausgeschlossen. Volljährigkeit, Erwerbstätigkeit, Steuerveranlagung, fester Wohnsitz und bis 1869 Grundeigentum oder ein Gewerbe waren die Voraussetzung zum Erwerb des Bürgerrechts – somit wurden viele Bevölkerungsteile von der politischen Teilhabe ausgeschlossen. Da die Gemeinde gegen Eheschließung eines in der Gemeinde Heimatberechtigten Einspruch erheben konnte, erklärt sich auch die hohe Zahl unehelicher Kinder im 19. Jahrhundert. Die Gemeinde Eckersdorf und viele ihrer Einwohner gehörten in dieser Zeit eher zu den notorisch Armen. Die Industrialisierung der nahen Stadt Bayreuth hatte zwar für Arbeitsplätze gesorgt. Jedoch waren diese nicht gut bezahlt, so dass die zugezogenen Arbeiter zu den Verlierern dieses gesellschaftlichen Umbaus gehörten.

#### Die Streitigkeiten zwischen Donndorf und Eckersdorf

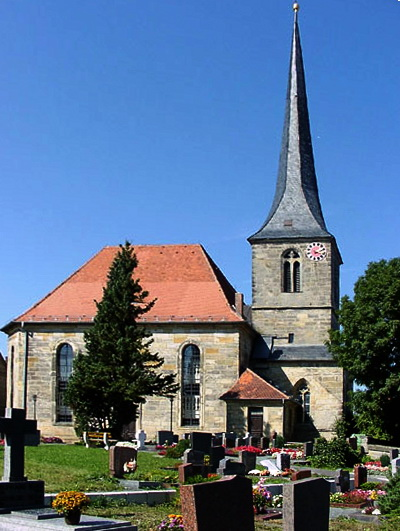
Evang.-Luth. Sankt-Ägidius-Kirche

Besonders im 19. und im frühen 20. Jahrhundert wird von einer ausgeprägten Feindschaft zwischen den beiden Nachbardörfern Donndorf und Eckersdorf berichtet. Sie ist wohl vor allem dem kirchlich verwalteten Schulwesen zuzuschreiben. In der Kirchengemeinde war man vereint, jedoch waren im Kirchenraum in St. Ägidius die Sitzplätze durch den Mittelgang nach den Ortschaften aufgeteilt. Auf der linken Seite saßen die Donndorfer und Oberpreuschwitzer, die Eckersdorfer saßen rechts. Diese Trennung spiegelt auch die schulische Struktur wider. 1881 wurde die alte Eckersdorfer Schule an der heutigen Kanzleistraße gebaut. In den frühen 1930er Jahren wurde sie erweitert. Dort war auch die namensgebende Gemeindekanzlei untergebracht. Die Bürger aus Forst stellten den Antrag, auch ihre Kinder nach Eckersdorf in die Schule schicken zu dürfen, um den etwas weiteren Weg nach Oberpreuschwitz zu ersparen, gehörten sie doch auch politisch zu Eckersdorf.
Ein Höhepunkt dieser Streitigkeiten war auch der amtliche Beschluss des Innenministeriums 1869, die Gemeinden Donndorf, Eckersdorf und Meyernberg zu einer Bürgermeisterei zusammenzuschließen, das am Willen bzw. Unwillen der Bevölkerung scheiterte. Noch bei der Zusammenlegung der Gemeinden im Zuge der Gebietsreform 1978 wurde heftig gestritten, wie die Gemeinde zukünftig heißen sollte.
Der Neubau einer Verbandsschule 1966 in der heutigen Schulstraße und der Gemeindezusammenschluss Eckersdorfs mit Donndorf, Busbach und Neustädtlein im Jahre 1978 sowie das siedlungsmäßige Zusammenwachsen Donndorfs mit Eckersdorf trugen zur Beruhigung des Streites bei.

#### Expansion im 19. Jahrhundert
Im Volksmund wurden die Eckersdorfer als „Steinwespen“ bezeichnet. Der Begriff diente wohl volksetymologisch zur Abgrenzung gegen den Hummelgau. Im 19. und frühen 20. Jahrhundert arbeiteten viele Bewohner Eckersdorfs als Steinbrecher. Der im Hauptort vorkommende Rhätsandstein wurde abgebaut und vor allem als Baumaterial in Bayreuth und in den umliegenden Dörfern verwendet. Die ausgebeuteten Steinbrüche entlang der heutigen B 22 wurden zu Beginn des 19. Jahrhunderts als Siedlungsflächen genutzt. Die ehemaligen Steinbrecherhütten wurden in Wohnhäuser und teilweise in landwirtschaftliche Anwesen umgebaut. Es entstand der Ortsteil Brunnenwiese. Damals wurde dieser Ortsteil auch als Neudorf bezeichnet. Beide Namen existieren noch inoffiziell im Volksmund.
1852 zählte der Ort 81 mit Hausnummern versehene Anwesen und Häuser, darunter eine Mühle, die evangelische Kirche St. Ägidius, das Schul- und Wohnhaus des Lehrers und Kantors neben der Kirche (heute als Kantorat bezeichnet), eine Brauerei mit Gasthaus unweit der Kirche und sieben Wohnhäuser und Anwesen im Ortsteil Neudorf. Die beiden ehemaligen Schlösser St. Gilgenberg und der Schloßhof waren schon in Wohnhäuser umgewandelt.

### Flur-, Haus und Ortsnamen
In der Rhätsandsteinschlucht Salamandertal gab es bis vor wenigen Jahren sehr viele namensgebende Feuersalamander. Davon leitete sich auch der Name eines bis in die 1990er Jahre betriebenen Wirtshauses ab.
Unweit einer Sportanlage mit Tennisplätzen befindet sich die sogenannte Zieglerswiese. Bis zur konstanten Wasserversorgung durch eine Wasserleitung wurde der sie durchschneidende Bach im Herbst angestaut. Wenn sich im Winter Eis gebildet hatte, gewann die Brauerei daraus Eisblöcke, die zur Kühlung des Bieres im Bierkeller dienten. Der Name Zieglerswiese leitet sich von der früheren geländeformenden Ausbeutung der Wiese durch eine bis ins 19. Jahrhundert aktive Ziegelhütte in Donndorf ab. Auch an weiteren Stellen in Eckersdorf wurde nach Lehm und Ton gegraben. z. B. am Fuß des Blauen Hügels südlich des Eckersdorfer Ortskernes. Der namensgebende Blaue Lehm wurde z. B. zum Bau von Kachelöfen verwendet.
Zwischen Schloßhof, Kirchberg und Eckehartstraße befindet sich der sogenannte Badersplatz. Die Bezeichnung Bader wird ab dem 20. Jahrhundert vor allem für den Beruf des Friseurs verwendet, es gibt aber Hinweise auf eine ältere Herkunft. Die beiden Adelssitze St. Gilgen und Schloßhof besaßen im 16. und 17. Jahrhundert je eine halbe Badstube. Die Witwe eines Baders Sündenhauf lebte dort noch 1852 in dem Haus Nummer 39 (heute Kirchberg 1). Auch der bis ins frühe 20. Jahrhundert gebräuchliche Hausname Wasser-Gräf, Haus Nummer 36 (heute Kirchberg 5) in nächster Nähe könnte ein Hinweis auf die Badstube sein.
Etwas entfernt vom Mühlweiher befand sich die Eckersdorfer Mühle, Haus Nummer 33. Erstmals urkundlich erwähnt wurde sie 1499 im Landbuch C. Von ihr stammen auch die Namen des Baches und der nahegelegenen Quelle Mühlbrünnlein. 1956 wurde sie abgerissen. Heute zeugen nur noch Fundamente und ein in der Mauer auf der gegenüberliegenden Straßenseite verbaute Mühlstein von ihrer Existenz. Die Nachfahren des letzten Müllers Schoberth wurden auch wenn sie andere Berufe hatten, mit dem Namenszusatz Mühl- bezeichnet.
Die Familiennamen Popp, Holl, Gräf und Roß kamen in Eckersdorf im 19. Jahrhundert sehr häufig vor. Zur Unterscheidung dienten beispielsweise Hausnamen nach einem Vorfahren. Die Nachfahren des Nikolaus Holl (Hausname Klosn) wohnten in den Häusern Nummer 12 und 14 (heute Eckehartstraße 11 und 13) und Hardt 4. Die Hausnamen wurden bis ins 20. Jahrhundert – teilweise über Flurnamen – überliefert.

Andere Familien unterschied man nach ihrem Wohnort, z. B. durch den Namenszusatz Dorf-, um sie von den Verwandten in den Außenorten zu unterscheiden. Auch der Namenszusatz eines Berufes, z. B. Bäckn-, Schmieds- oder Webers-, diente zur Unterscheidung der Familien und hielt sich noch bis ins 21. Jahrhundert.

### Eingemeindungen
Im Zuge der Gebietsreform in Bayern wurde am 1. Juli 1972 die Gemeinde Neustädtlein am Forst eingegliedert. Am 1. Mai 1978 kamen Busbach, Donndorf, Eschen und Oberwaiz hinzu. Größere Auseinandersetzungen gab es bezüglich des Namens der neuen Großgemeinde. Die beiden ehemaligen Gemeinden Eckersdorf und Donndorf wurden als Namensgeber genannt. Für Donndorf führte man Schloss Fantaisie ins Feld. Eckersdorf wurde wegen der Kirche als Namensgeber vorgeschlagen. Letzteres setzte sich durch, unter anderem wegen der früheren urkundlichen Erwähnung.

### Einwohnerentwicklung
Im Zeitraum von 1988 bis 2018 wuchs die Gemeinde von 4860 Einwohnern auf 5101 um 241 bzw. um 5 %. Der Höchststand wurde am 31. Dezember 2012 mit 5182 Einwohnern erreicht.
Gemeinde Eckersdorf
| Jahr      | 1822   | 1840   | 1852   | 1855   | 1861   | 1867   | 1871   | 1875   | 1880   | 1885   | 1890   | 1895   | 1900   | 1905   | 1910   | 1919   | 1925   | 1933   | 1939   | 1946   | 1950   | 1952   | 1961   | 1970   | 1987   | 2014   | 2021   |
| Einwohner | 520    | 621    | 676    | 634    | 633    | 683    | 681    | 710    | 760    | 734    | 734    | 747    | 774    | 828    | 844    | 794    | 842    | 979    | 1050   | 1242   | 1321   | 1339   | 1362   | 1516   | 4773   | 5173   | 5062   |
| Häuser    | 92     |        |        |        |        |        | 109    |        |        | 115    | 116    |        | 116    |        |        |        | 131    |        |        |        | 153    |        | 197    |        | 1193   | 1633   | 1700   |
| Quelle    | [ 11 ] | [ 22 ] | [ 22 ] | [ 22 ] | [ 23 ] | [ 24 ] | [ 25 ] | [ 26 ] | [ 27 ] | [ 28 ] | [ 29 ] | [ 22 ] | [ 30 ] | [ 22 ] | [ 31 ] | [ 22 ] | [ 32 ] | [ 22 ] | [ 22 ] | [ 22 ] | [ 33 ] | [ 22 ] | [ 15 ] | [ 34 ] | [ 35 ] | [ 36 ] | [ 37 ] |

Ort Eckersdorf
| Jahr      | 001819 | 001822 | 001861 | 001871 | 001885 | 001900 | 001925 | 001950 | 001961 | 001970 | 001987 | 002021 |
| Einwohner | 430    | 423    | 546    | 570    | 604    | 659    | 733    | 1169   | 1251   | 1409   | 1919   | 1940   |
| Häuser    |        | 75     |        |        | 91     | 93     | 109    | 131    | 174    |        | 508    |        |
| Quelle    | [ 38 ] | [ 11 ] | [ 23 ] | [ 25 ] | [ 28 ] | [ 30 ] | [ 32 ] | [ 33 ] | [ 15 ] | [ 34 ] | [ 35 ] | [ 4 ]  |

## Politik

### Bürgermeisterin
Die frühere Verwaltungsleiterin Sybille Pichl (Freie Wählergemeinschaft) wurde am 9. Mai 2010 mit einem Ergebnis von 54,7 % der Wählerstimmen zur Ersten Bürgermeisterin gewählt. Ihr Herausforderer Manfred Präcklein (SPD) erreichte in der Stichwahl 45,3 %. Stellvertreter sind Winfried Parchent (CSU) und Wolfgang Haida (SPD). Pichls Vorgänger war Klaus Hümmer (Freie Wählergemeinschaft).
2014 wurde sie wiedergewählt. Gegen sie trat Claus-Dieter Vogel (CSU) an. Zweiter Bürgermeister wurde in der konstituierenden Sitzung Wolfgang Haida (SPD), Dritter Bürgermeister Norbert Dörfler (FWG).
Bei der Bürgermeisterwahl am 15. März 2020 wurde Sybille Pichl (FWG) mit 62,68 % der Stimmen wiedergewählt. Christian Parchent (CSU/Offene Liste) erhielt 35,25 % und Michael Terwart (AfD) 2,07 % der Stimmen.

### Gemeinderat
Der Gemeinderat hat 20 Mitglieder:
| Partei           | 2008 | 2014 | 2020 |
| Freie Wähler     | 7    | 8    | 7    |
| SPD              | 6    | 6    | 4    |
| CSU/Offene Liste | 7    | 6    | 7    |
| Grüne            | -    | -    | 2    |

(Stand: Kommunalwahl 2020)

### Wappen und Flagge
Wappen
| Wappen von Eckersdorf | Blasonierung: „Unter blauem Schildhaupt, darin ein schreitender, herschauender Löwe, geviert; 1 und 4: Rot, 2 und 3: in Silber ein blauer Pfahl.“ |
| Wappen von Eckersdorf | Wappenbegründung: Im Gemeindewappen sind Elemente aus Wappen adliger Familien vereint, die für die Entwicklung der Gemeinde von Bedeutung waren (s. #Geschichte). Der herschauende Löwe stammt aus dem Wappen der Andechs-Meranier. Die Vierung des Schildes weist auf die Markgrafschaft Bayreuth hin, wobei die Farbe Schwarz mit der Farbe Rot aus dem Wappen der Herren von Plassenberg ausgetauscht wurde. Der blaue Pfahl in silbernem Feld ist dem Wappen der Herren von Lüchau entnommen. Dieses Wappen wird seit 1979 geführt. |

Flagge
Die Gemeindeflagge ist blau-gelb.

### Interkommunale Zusammenarbeit
Die Gemeinde ist seit 1999 Mitglied im Verein für Regionalentwicklung „Rund um die Neubürg – Fränkische Schweiz e. V.“.

## Kultur und Sehenswürdigkeiten

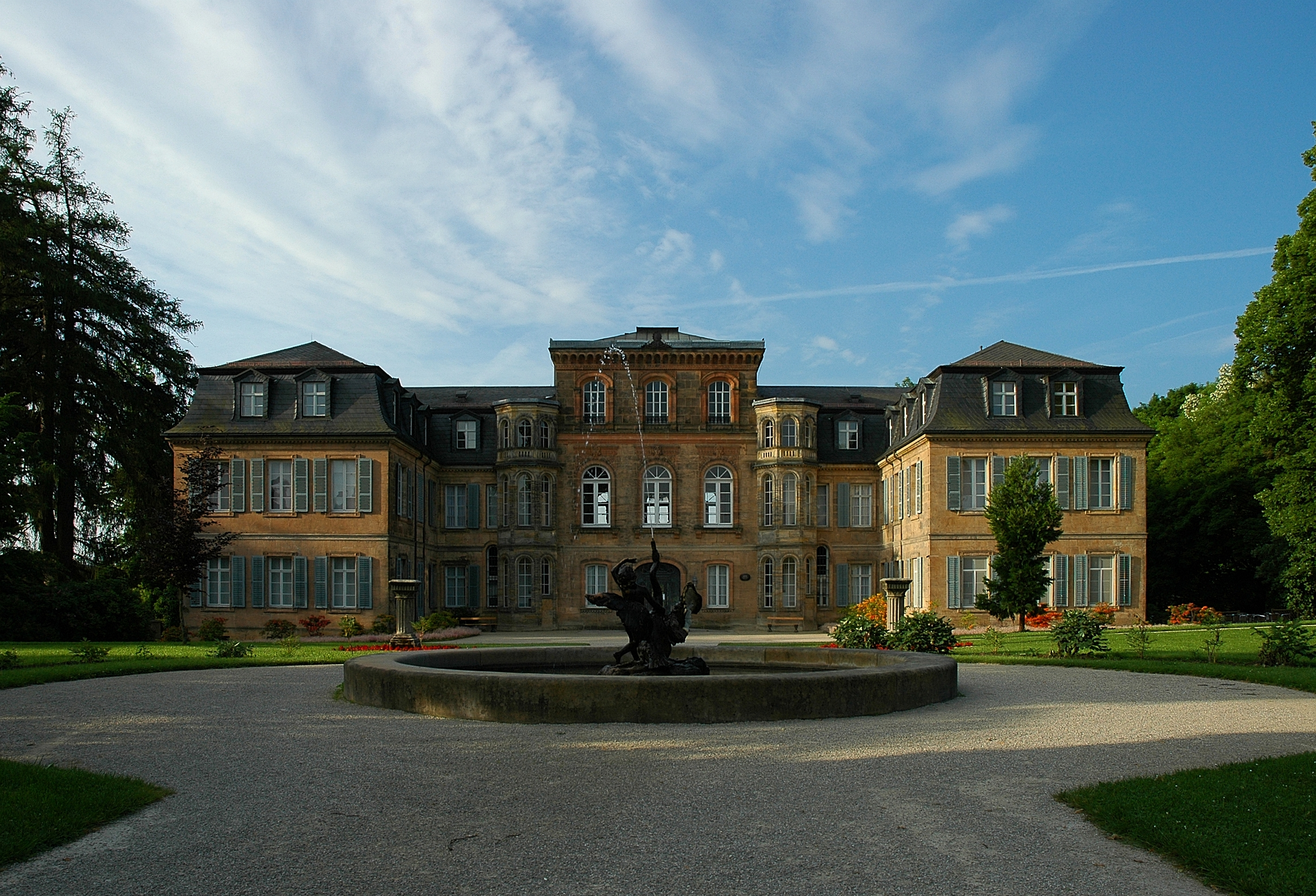
Schloss Fantaisie (nördliche Seite)

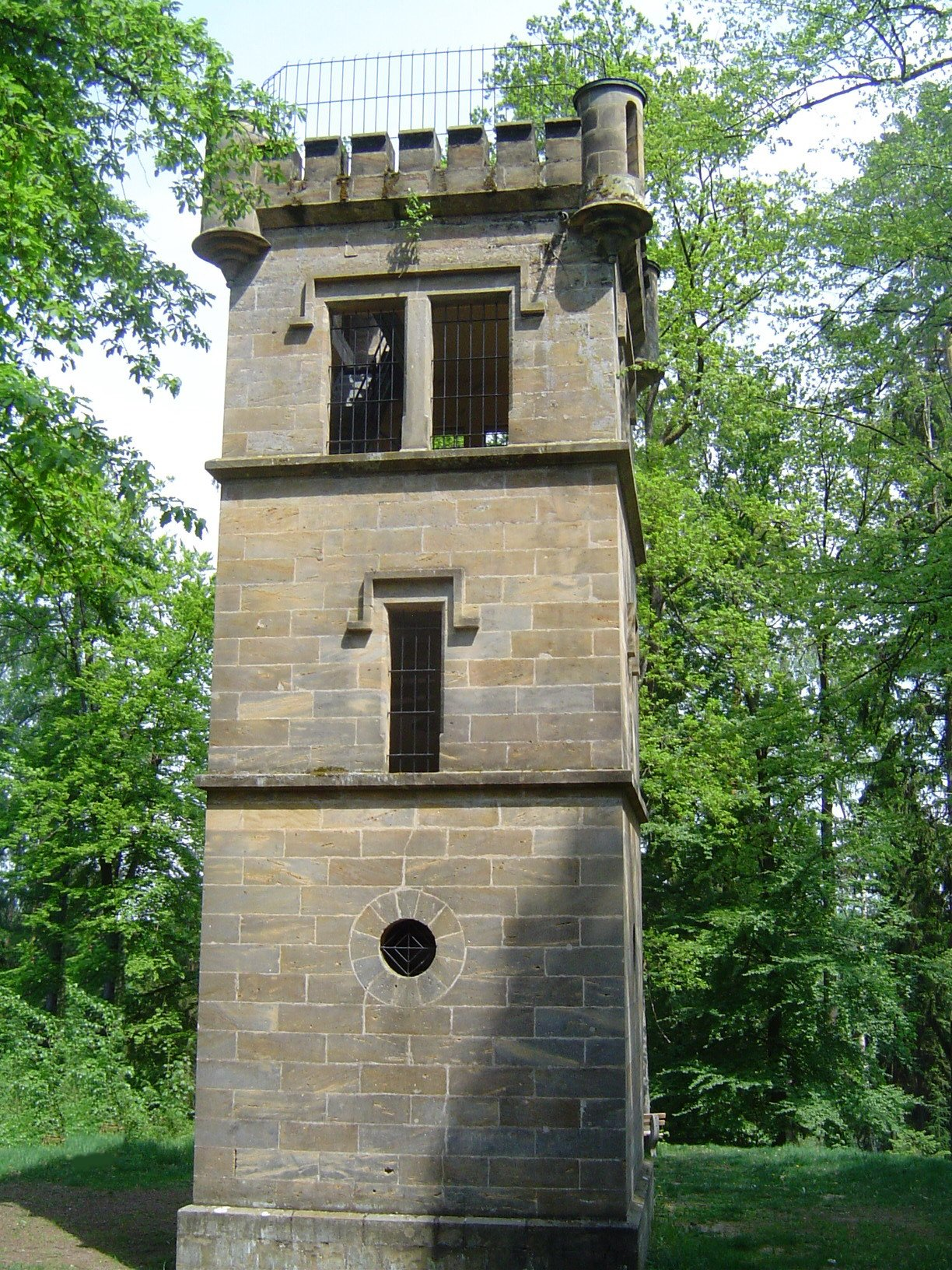
Siegesturm Eckersdorf

### Bauwerke
- Herzogin Elisabeth Friederike Sophie von Brandenburg-Bayreuth ließ das im Gemeindeteil Donndorf gelegene Schloss Fantaisie in den Jahren 1758 bis 1765 von Johann Jakob Spindler errichten. Es beherbergt in einer originalgetreuen Nachbildung das Spindler-Kabinett, eine Intarsienarbeit der Gebrüder Johann Friedrich und Heinrich Wilhelm Spindler. Das Original befindet sich im Bayerischen Nationalmuseum in München.
- Aus dem Jahr 1830 stammt das denkmalgeschützte Rathaus im Gemeindeteil Donndorf.
- Der Siegesturm, ein denkmalgeschützter Aussichtsturm zum Gedenken an den 1870/1871 geführten Krieg gegen Frankreich[45] steht im Geigenholz östlich des Eckersdorfer Waldfriedhofs mit Blickachse zum Schloss Fantaisie.
- Im Gemeindeteil Neustädtlein am Forst steht ein ehemaliges Schloss des Markgrafen Georg Wilhelm von Bayreuth.
- Die Eckersdorfer evangelisch-lutherische Kirche St. Ägidius stammt in ihrer heutigen Form mit dem hohen spitzen Turm aus dem Jahr 1791. Die Sakristei am Ostende der Kirche ist jedoch viel älter (11. Jahrhundert) und war als Kapelle ursprünglich dem heiligen Kilian geweiht. Bis zu den Umgestaltungen 1695 diente die Kilianskapelle als Altarraum des Vorgängerbaus. Einige der mittelalterlichen Fresken in der Kapelle sind erhalten. Der Vorgängerbau der heutigen Kirche stammt aus dem Jahr 1695 und wurde mit dem Umbau 1791 um einige Meter erweitert. Dadurch erklärt sich auch die auffällige Nähe zum Kantorat.

### Museen
Das Schloss beherbergt ein Museum für Gartenkunst, das von der Bayerischen Verwaltung der staatlichen Schlösser, Gärten und Seen betrieben wird und zahlreiche Skulpturen und Gemälde der deutschen Gartenkunst zeigt. Im Schlosspark von 200 Hektar Größe sind die drei wichtigsten Stile der deutschen Gartenkunst zu finden. Der älteste Teil der Anlage geht auf das Jahr 1763 zurück.

### Naturschutzgebiete und Naturdenkmale
- Felsengruppe Philippstein, Naturdenkmal (Geotop-Nummer: 472R029)
- Örtelfelsen, Naturdenkmal (Geotop-Nummer: 472R027)
- Schlucht Salamandertal, Naturdenkmal (Geotop-Nummer: 472R026)
- Sandsteinblock im Schlossgarten Fantasie (Ortsteil Donndorf)
- Teufelsloch im Gemeindeteil Oberwaiz

### Vereine
In der Gemeinde gibt es mit über 70 Vereinen ein reges Vereinsleben.

## Infrastruktur

### Bildung
- Volksschule Eckersdorf (Grund- und Mittelschule)

### Wasserversorgung
Bei der Gründung als Burgsiedlung standen wohl verschiedene Quellen in der vom Mühlbach durchflossenen Rhätsandsteinschlucht Salamandertal mitten im Ort zur Trinkwasserversorgung zur Verfügung. Bei der Expansion des Ortes entlang der Eckehartstraße nutzte man vor allem Brunnen, die 10 bis 20 m tief gebohrt werden mussten. Bis ins frühe 20. Jahrhundert blieb dies die einzige Wasserversorgung.
1836 wütete ein großer Brand in Eckersdorf, ausgelöst durch einen heißen Ziegelstein in einem Schweinestall. Ihm fielen mehrere Wohnhäuser und Stadel um das Pfarrhaus zum Opfer. Zur Löschwasserversorgung stand außer dem weitabgelegenen Mühlweiher nur ein kleiner Löschwasserteich, Hül genannt, zur Verfügung. Dieser lag mitten auf der Dorfstraße zwischen den heutigen Gebäuden Eckehartstraße 28 und Schloßhof 4. Erst in den 1840er Jahren wurde das heutige Pfarrhaus im Gärtnerstil wiederaufgebaut. Um zukünftige Brände schneller bekämpfen zu können, gründete sich im Jahr 1873 die Freiwillige Feuerwehr.
Ab den 1920er Jahren wurde eine stabile zentrale Wasserversorgung durch eine Wasserleitung, gespeist durch die Quelle im Ortsteil Hardt, eingerichtet. Bis dahin wurden die meisten Häuser noch durch Ziehbrunnen versorgt. Maßgebliches Interesse an der Wasserleitung hatten die Besitzer der Brauerei Schoberth bzw. Heil, weil diese besonders auf eine konstante Wasserqualität angewiesen waren. Ab 1925 begann man mit dem mehrjährigen Bau.
1995 wurde das Wasserwerk, versorgt durch mehrere Tiefbohrungen, gebaut.

### Feuerwehr
Im Jahr 1873 gründete Erhard Schoberth die Freiwillige Feuerwehr Eckersdorf, die (Stand Mai 2020) über ein Hilfeleistungslöschgruppenfahrzeug, ein Tragkraftspritzenfahrzeug und ein Mehrzweckfahrzeug verfügt. Nach mehreren Umzügen ist sie an der Bundesstraße im gleichen Gebäude wie die Feuerwehr Donndorf stationiert.

### Verkehr

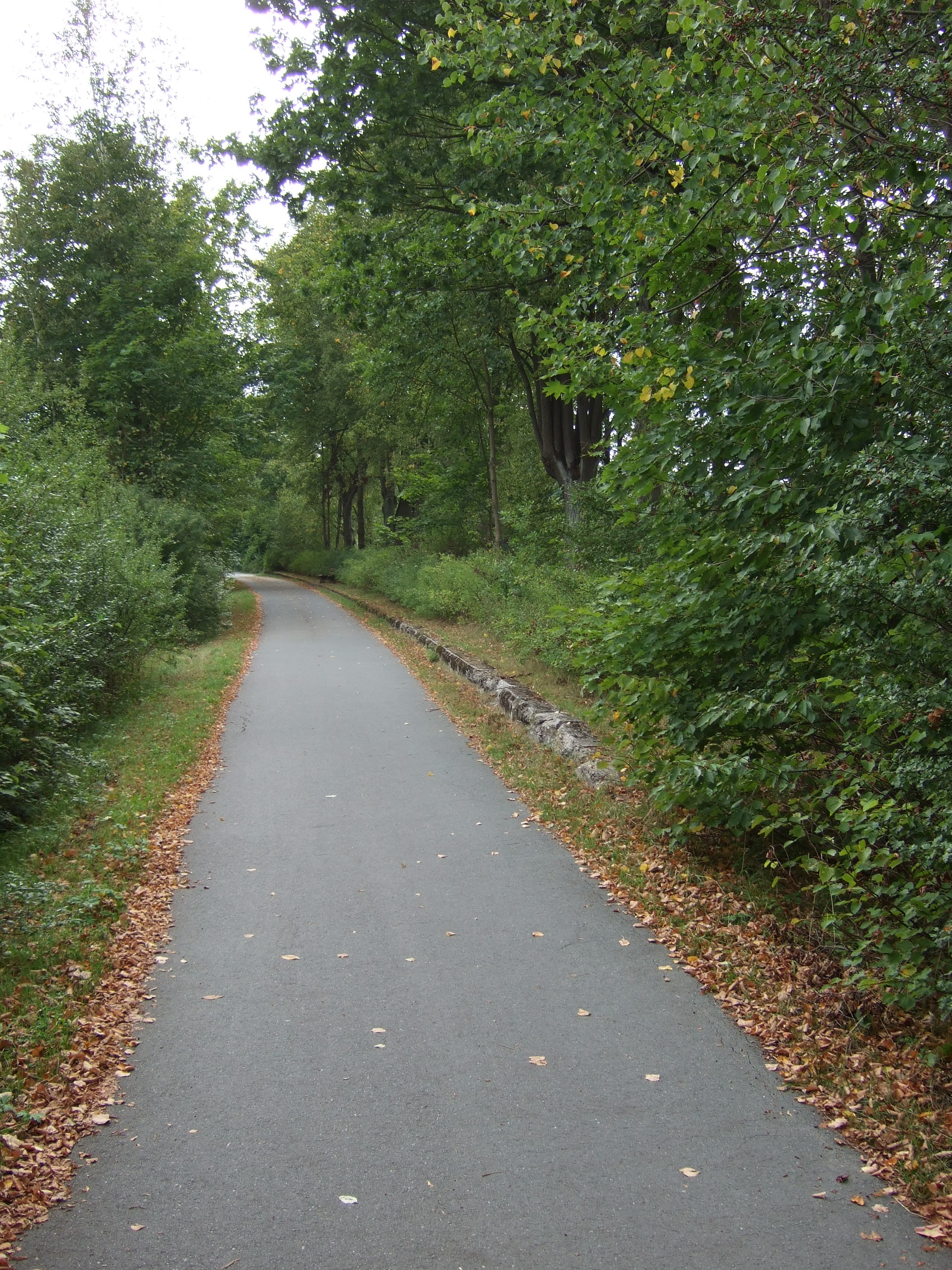
Verbliebene Bahnsteigkante des ehemaligen Haltepunkts Fantaisie-Eckersdorf

Die Bundesstraße 22 führt über Donndorf und Meyernberg nach Bayreuth (5,5 km östlich) bzw. über Eschen, Busbach und Schönfeld nach Hollfeld (15 km westlich). Die Kreisstraße BT 14/BTs 14 führt über Dörnhof und Tannenbach nach Heinersreuth zur Bundesstraße 85 (5 km nordöstlich). Gemeindeverbindungsstraßen führen in die Lohe (0,4 km südwestlich) und in die Hardt (0,7 km südöstlich).
An der 1904 eröffneten Bahnstrecke Bayreuth–Hollfeld wurde 1907 der Haltepunkt Fantaisie-Eckersdorf eingerichtet, der allerdings weit abseits des Dorfs bei Geigenreuth im Tal der Mistel lag. Am 28. September 1974 fuhr dort der letzte Personenzug vor der Stilllegung der Strecke.
Zum 13. Dezember 2021 wurde das bis dahin spärliche Angebot im öffentlichen Nahverkehr als Pilotprojekt signifikant ausgeweitet. Seitdem verkehren Busse der Omnibusverkehr Franken GmbH werktags im 30-Minuten-Takt zwischen Eckersdorf, der Zentralen Omnibushaltestelle (ZOH) in Bayreuth und dem Bayreuther Hauptbahnhof. Die Taktung des zum Verkehrsverbund Großraum Nürnberg (VGN) gehörenden Angebots ist auf die Abfahrts- und Ankunftszeiten der Regional-Express-Züge der Relation Bayreuth–Nürnberg ausgerichtet, die Fahrkarten ermöglichen das kostenlose Umsteigen auf den Bayreuther Stadtverkehr. In den Jahren 2022 und 2023 sollen weitere entsprechende Verbindungen zwischen Bayreuth und dem Umland folgen.

## Persönlichkeiten, die vor Ort gewirkt haben
- Elisabeth Friederike Sophie von Brandenburg-Bayreuth (1732–1780) Prinzessin von Brandenburg-Bayreuth und Herzogin von Württemberg.
- Peter Glotz (1939–2005), deutscher Politiker (SPD), Publizist und Kommunikationswissenschaftler, lebte von 1945 bis 1959 in Eckersdorf.
- Johannes Linke (1900–1945), NS-naher Schriftsteller und  Dichter, wirkte als Volksschullehrer in Eckersdorf. Die Namensgebung der 1983 nach Linke benannten Straße ist umstritten.[49]
- Richard Wagner (1813–1883) lebte von April bis September 1872 im Hotel Fantaisie neben dem gleichnamigen Schloss, um von dort aus Grundsteinlegung und Baubeginn seines Festspielhauses sowie seines Wohnhauses (Haus Wahnfried) in Bayreuth zu überwachen.